# Te amb mantega
El te amb mantega, també conegut com a po cha o goor goor en termes locals Ladakhi és una beguda del tibetans i minories xineses del sud-oest de la Xina. També es consumeix a Bhutan. Es fa amb les fulles del te, mantega de iac i sal comuna.
Beure te amb mantega és una part normal de la vida dels tibetans. Abans d'anar a treballar els tibetans típicament beuen diversos bols d'aquesta beguda, i sempre se serveix als invitats. És una beguda que dona moltes calories i és adequada per a llocs de gran altitud. També evita que s'esquerdin els llavis. També es fa servir el te amb mantega per menjar tsampa mesclant-lo.

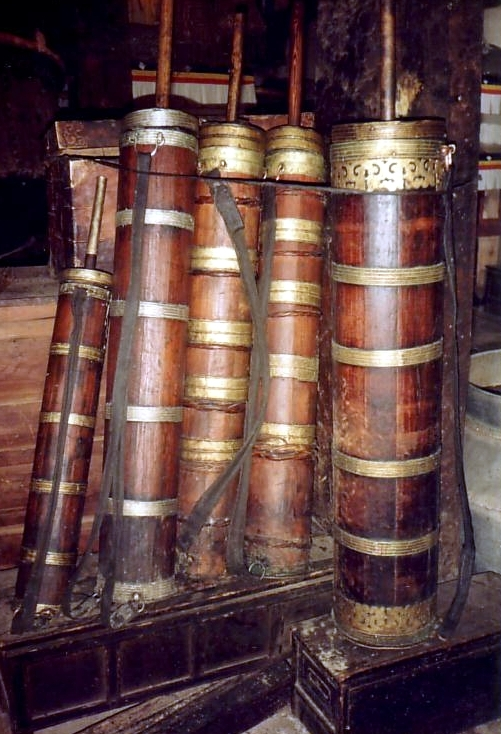
Cilindres de te amb mantega al Monestir Sera, Tibet

Mentre que hi ha evidència de l'arribada del te al Tibet al segle x, no va ser fins al segle xiii quan va arribar a l'estatus universal.Al principi del govern del Dalai Lama, el te va ser un monopoli governamental.
El te de màxima qualitat es fa bullint les fulles durant un dia i mig aleshores es posa en un cilindre amb mantega fresca de iac i sal. El resultat és un líquid de color porpra. Aleshores es posa en pots d'argila o en gerres.